# Champagne (реклама)
Champagne (с англ. — «Шампанское») — рекламный ролик от Microsoft для телевидения и кинотеатров. Выпущен в 2002 году агентством Bartle Bogle Hegarty для продвижения консоли Xbox в Европе. После многочисленных жалоб рекламу запретили, однако это не помешало ей получить множество наград.

## Сюжет
Будущая мама находится в родильном отделении. Во время родов из её утробы с огромной скоростью вылетает ребёнок, который в полёте взрослеет, стареет и приземляется в могилу. Далее появляется надпись: «Жизнь коротка. Играй больше. Xbox».

## Производство
Ролик «Champagne» (изначально назван «Ракета», англ. Missile) был частью рекламной кампании «Play More», запущенной в 16 странах Европы и отсылавшей к ныне недоступному веб-сайту playmore.com. На нём находились клипы, скринсейверы, реклама и 25 Flash-игр. Также была реклама под названием «Комар» (англ. Mosquito) со слоганом «Suck less, play more» (с англ. — «Соси меньше, играй больше»).
Рекламный бюджет составил 500 000 фунтов. Начальную сцену сняли в студии. Чтобы создать эффект отдачи при запуске ребёнка, кровать оборудовали канистрами со сжатым воздухом. Роль матери исполнил каскадёр. Для того, чтобы естественно показать старение, рекламное агентство нашло семидесятилетнего актёра и, опираясь на его внешность, подбирало более молодых актёров. В итоге роль исполнили 12 человек в возрасте от 3 месяцев до 70 лет; каждого отсняли лёжа на специально построенной платформе при работающем ветродуе, чтобы показать эффект полёта. Путь, пройденный ребёнком от роддома до кладбища, отсняли на вертолёте. Для финальной сцены в парке Западного Лондона построили копию кладбища и установили строительные леса высотой в 30 футов, с которых затем спустили модель старика.
По словам менеджера по рекламе, перед командой стояла задача создать вирусный контент, который бы «классно знакомил людей с брендом Xbox». После того, как роликом поделилось свыше миллиона человек, рекламу запустили на телевидении.

## Скандалы

### Запрет рекламы
После премьеры рекламы в марте 2002 года на неё направили 136 жалоб. Претензии в основном были связаны с финальной сценой. Женщина, потерявшая ребёнка, заявила, что начальная сцена была «неприятным напоминанием об её опыте». В итоге реклама была запрещена к показу в Великобритании Независимой телевизионной комиссией, однако продолжала транслироваться в интернете и кинотеатрах, так как их деятельность комиссия не регулирует.
Microsoft извинилась перед обеспокоенными рекламой людьми.

### Судебный иск
В июне французский режиссёр Одри Шеба подала в суд на Microsoft, утверждая, что ролик «Champagne» был скопирован с её короткометражного фильма «Жизнь» (англ. Life). Слушание было назначено на 23 сентября, однако судебный процесс не состоялся.

## Критика
Роб Уокер из издания Slate назвал рекламу «фантастической» и отметил, что она «может быть самым ясным и лаконичным аргументом в пользу бесполезности существования после рассказа Франца Кафки „Не надейся“».
Шеф-редактор словацкого журнала Stratégie Мартин Мазаг назвал рекламу некрасивой. Независимая телевизионная комиссия заявила, что сцена падения тела в могилу была ненужной и вызвала значительное беспокойство у многих зрителей.

### Награды
Несмотря на свой противоречивый характер, реклама получила множество наград, включая:
- 2002 год, Каннские львы — «Золотой лев» в категории «Entertainment & Leisure»[14];
- 2003 год, Art Directors Club of Europe Awards — общий гран-при и золотой победитель в категории «Cinema Commercials»;
- 2003 год, British Television Advertising Awards[англ.] — «серебро» в категориях «Virals» и «Cinema»;
- 2003 год, D&AD — «Жёлтый карандаш» в категории «Cinema Commercials — Individual and Campaigns»[15], а также два «Графитовых карандаша» и два «Деревянных карандаша»[16];
- 2003 год, International ANDY Awards[17].

## Комментарии
1. ↑  Игра слов: to suck также переводится как «быть плохим в чём-то».
2. ↑  Приблизительно равно 9 м